# Mesolecanium marmoratum
Mesolecanium marmoratum är en insektsart som beskrevs av Hempel 1920. Mesolecanium marmoratum ingår i släktet Mesolecanium och familjen skålsköldlöss. Inga underarter finns listade i Catalogue of Life.